# MyScienceWork
MyScienceWork ist ein Technologieunternehmen, das Produkte für Forschungseinrichtungen, wissenschaftliche Verlage und private Forschungs- und Entwicklungsunternehmen bereitstellt.
Parallel zu seinen Geschäftsaktivitäten bietet MyScienceWork eine Datenbank mit mehr als 90 Millionen wissenschaftlichen Publikationen und 12 Millionen Patenten an.
MyScienceWork verfügt über Büros in Paris und Luxemburg sowie Vertretungen in Mexiko und Philadelphia.

## MyScienceWork und Open Access
MyScienceWork unterstützt die Verbreitung von Open Access Texte. Die Suchmaschine zentralisiert die wichtigsten online Open-Access-Datenbanken, wie PubMed, CiteSeer, DOAJ, Research Papers in Economics, ArXiv, HAL, BioMed Central, CERN, Persee, Revues.org, ORBI, und Public Library of Science.
In den Jahren 2012 und 2013 war MyScienceWork der nationale Koordinator der International Open Access Week in Frankreich.

## Firmen Geschichte
- 2010 August: MyScienceWork wurde[4] von Virginie Simon,[5] ein Forscher in der Krebs-Nanotechnologie, und Tristan Davaille, ein Finanzingenieur, gegründet.[6]
- 2014 Oktober: Das erste Projektzentrum außerhalb Frankreichs wird in San Francisco, Amerika, eröffnet.[7]
- 2018 April: MyScienceWork bringt Polaris OS auf den Markt, eine fortschrittliche Open-Source-Repository-Lösung zur Kartierung, Verwaltung und Messung institutioneller Forschung.[8]

## Weblink
- Homepage